# ハヴ・ギター、ウィル・トラヴェル (エディ・アーノルドのアルバム)
『ハヴ・ギター、ウィル・トラヴェル』(Have Guitar, Will Travel) は、アメリカ合衆国のカントリー・ミュージックの歌手エディ・アーノルドのアルバム。1959年にRCAビクターからリリースされた（カタログ番号 LPM-1928）。このアルバムには12曲が収録されており、それぞれの曲は別々の州ないし都市について歌っている。
リリース当時、ロジャー・テムズ (Roger Thames) はアーノルドの演奏について、「彼が平均的な水準より数段上を行っていることが再び示された ... 彼が最も得意とする楽曲を最高の状態で歌っている (demonstrates again that he is a few cuts above the average ... this is the kind of song he does best, and he's at his best singing them)」と書き記した。
また別のレビューは、「アーノルドの鼻にかかった声は、この手の曲に真実味を与えており、まるで楽曲ごとに彼が出身地を変えているかのようだ (Arnold's nasal tones sound so sincere in each song it seems like he's plugging his home state in each one)」と述べた。
このアルバムは、『ロサンゼルス・タイムス』紙のウォーリー・ジョージ (Wally George) からの好意的に評価された。ジョージは、アーノルドの歌とギターを賞賛した上で、「判決：レコードを買って、聞くこと (Verdict: Have record, will listen)」と結論づけた。
AllMusic は、このアルバムに星2つを付けた。レビューしたスティーヴン・トマス・アールワイン (Stephen Thomas Erlewine) は、アーノルド版の「Carry Me Back to Old Virginny」を褒め、旅というコンセプトを盛り込んだことを好意的に評したが、結論としては「アルバムとしてよりも、モノとして面白い (more interesting as an artifact than an album)」とした。

## トラックリスト
Side A
1. "Indiana"
2. "Oklahoma Hills"
3. "Mister and Mississippi"
4. "Stars Fell on Alabama" （アラバマに星落ちて）
5. "Idaho"
6. "Kentucky Babe"

Side B
1. "Missouri"
2. "Carolina in the Morning"
3. "Carry Me Back to Old Virginny" (James A. Bland)
4. "On Miami Shore"
5. "Beautiful Ohio"
6. "Georgia on My Mind" （我が心のジョージア）